# NGC 6230
NGC 6230 is een elliptisch sterrenstelsel in het sterrenbeeld Hercules. Het hemelobject werd op 3 juli 1886 ontdekt door de Amerikaanse astronoom Lewis A. Swift.

## Synoniemen
- UGC 10575
- MCG 1-43-5
- ZWG 53.14
- PGC 59106